# Palmaris-Brevis-Spasmus-Syndrom
Das Palmaris-Brevis-Spasmus-Syndrom ist eine seltene gutartige Erkrankung mit ungewollten und schmerzhaften Muskelanspannungen  (Spasmen) im Musculus palmaris brevis.
Dabei kommt es zu spontanen, nicht unterdrückbaren, unregelmäßigen Muskelzuckungen (Myoklonien).
Als mögliche Ursache kommt eine Überbeanspruchung durch intensive Nutzung von Maus oder Tastatur infrage.
Es gibt auch familiäre Formen.

## Diagnose
Im EMG finden sich typischerweise hochfrequente Entladungen normaler motorischer Einheiten ohne Hinweis auf Neuropathie oder Nervenkompression.
Die betroffene Muskelgruppe kann mit hochauflösender Sonografie dargestellt werden.

## Differentialdiagnose
Abzugrenzen sind Spasmen, die im Rahmen eines Nervenkompressionssyndroms auftreten, z. B. 8. Halswirbel oder Nervus ulnaris.

## Therapie
Zur Behandlung hartnäckiger Spasmen kommt Botulinumtoxin infrage.